# 里维尼亚诺
里维尼亚诺（義大利語：Rivignano），是意大利弗留利-威尼斯朱利亚大区乌迪内省里维尼亚诺-泰奥尔市镇的一个分区。总面积30平方公里，人口4462人，人口密度148.7人/平方公里（2009年）。ISTAT代码为030096。
原为单独的市镇，2014年1月1日与泰奥尔合并为新的里维尼亚诺-泰奥尔市镇。